# Jerzy I Hanowerski
Jerzy I, urodzony jako Jerzy Ludwik, ang. George Louis, niem. Georg Ludwig (ur. 28 maja 1660 w Hanowerze, zm. 11 czerwca 1727 w Osnabrück) – pierwszy król Królestwa Wielkiej Brytanii i Irlandii z dynastii hanowerskiej (od 1 sierpnia 1714). Był również elektorem Hanoweru i księciem Saksonii-Lauenburga.

## Wczesne lata życia
Od urodzenia był dziedzicem ojca w Hanowerze i Brunszwiku. Po matce (córce Elżbiety Stuart) był prawnukiem króla Anglii i Szkocji – Jakuba I Stuarta. W 1682 ożenił się z Zofią Dorotą z Celle i miał z nią dwoje dzieci. Małżonkowie nie przepadali za sobą i Jerzy wolał towarzystwo swojej wieloletniej kochanki Melusine von der Schulenburg, którą później mianował księżną Munster i Kendal w parostwie Irlandii. Miał z nią co najmniej troje dzieci.
W międzyczasie Zofia Dorota wdała się w romans ze szwedzkim hrabią Philipem Christophem von Königsmarck. Wywołało to skandal na hanowerskim dworze i gniew Jerzego, który postanowił zabić kochanka żony. Königsmarck został zabity w lipcu 1694, a jego ciało wrzucono do rzeki. W morderstwie hrabiego brało udział czterech dworzan Jerzego. Jeden z nich otrzymał za to sumę 150 000 talarów, w owych czas roczne wynagrodzenie wysoko postawionego ministra. W grudniu 1694 Jerzy wziął rozwód z Zofią i nie ożenił się ponownie.
Działając w porozumieniu ze swoim ojcem, Jerzy osadził byłą żonę w zamku Ahlden (Aller) niedaleko jej rodzinnego Celle. Zabroniono jej kontaktowania się z dziećmi i ojcem. Zakazano jej również ponownie wyjść za mąż. Na jej utrzymanie przeznaczono pewne sumy i pozwolono jej na krótkie wyjazdy z zamku, jednak zawsze pod specjalnym nadzorem. Mogła również posiadać służbę i mały dwór. Zofia Dorota zmarła w 1726.

## Rządy w Hanowerze
W 1698 Ernest August zmarł i Jerzy został kolejnym księciem brunszwickim na Lüneburgu. Odziedziczył też wszystkie ziemie ojca, oprócz biskupiego księstwa Osnabrück (tytuł książęcy tam nie był tytułem dziedzicznym; jego posiadacz był każdorazowo wybierany w taki sposób, aby na zmianę był to protestant albo katolik). Jerzy został również Wielkim Chorążym Rzeszy i księciem-elektorem. Na jego dworze w Hanowerze przebywało wiele wybitnych umysłów epoki, takich jak matematyk Gottfried Wilhelm Leibnitz czy kompozytor Georg Friedrich Händel.
Kilka lat po wstąpieniu Jerzego na tron Hanoweru w Anglii Parlament uchwalił Act of Settlement (1701), w którym ustalał sukcesję do brytyjskiego tronu. Po obecnie panującym monarsze, Wilhelmie III, i jego szwagierce Annie i ich potomstwu, tron miał przypaść matce Jerzego, Zofii Dorocie, i jej potomstwu. Było to spowodowane faktem, że Zofia Dorota była najbliższą protestancką krewną brytyjskiej rodziny panującej. Rozwiązanie takie nie podobało się wszystkim w Anglii. Torysi sprzeciwiali się powołaniu obcokrajowca na tron, wigowie byli skłonni zaakceptować każdego protestanta. Był jeszcze katolicki pretendent, Jakub Franciszek Edward Stuart, przebywający we Francji i tytułujący się Jakubem III. Jerzy nie był zachwycony, kiedy dowiedział się, że ma szansę być królem Anglii, jednak jego doradcy przekonali go, że sojusz z Anglią będzie korzystny dla Hanoweru i zabezpieczy jego niemieckie posiadłości.
Niedługo po wstąpieniu Jerzego na tron Hanoweru wybuchła wojna o sukcesję hiszpańską. Ostatni król Hiszpanii z Domu Habsburgów, Karol II, wyznaczył na jedynego dziedzica ogromnego hiszpańskiego imperium księcia Filipa Andegaweńskiego, wnuka króla Francji Ludwika XIV. W rażący sposób naruszało to równowagę sił w Europie, zawiązała się więc koalicja przeciwko Francji, w skład której weszło Cesarstwo, Anglia, Hanower i wiele innych państw niemieckich. Zobowiązali się oni popierać austriackiego pretendenta do hiszpańskiej korony, młodszego syna cesarza Leopolda I, arcyksięcia Karola.
Postawa Jerzego w zaczynającej się wojnie przydała mu trochę sympatii wśród Anglików, ale nie wywarła żadnego wrażenia na Szkotach. W 1704 szkocki Parlament wymusił na królowej Annie podpisanie Act of Security, który pozwalał Szkotom na wybór nowego monarchy spośród protestanckich potomków Domu Stuartów. Zachodziła obawa, że Szkoci mogą wybrać innego króla niż Anglicy, co doprowadzi do rozpadu unii, a samodzielność Szkocji może spowodować odrodzenie „Starego Sojuszu” szkocko-francuskiego. Wówczas Anglicy, stosując ekonomiczną presję, wymogli na Szkotach zacieśnienie unii. 1 maja 1707 wszedł w życie Akt o Unii, który w miejsce Anglii i Szkocji powoływał do istnienia królestwo Wielkiej Brytanii. Mimo to w Szkocji żywe pozostało poparcie dla Domu Stuartów, a rządy dynastii hanowerskiej nie cieszyły się tam popularnością. Liczni Szkoci jeszcze przez wiele lat wznosili toasty na cześć „króla za morzem”.
W 1706 książę-elektor Bawarii Maksymilian II Emanuel porzucił obóz cesarski i przeszedł na stronę Francji. W odpowiedzi cesarz Józef I odebrał mu godność Wielkiego Skarbnika Rzeszy i powierzył ją właśnie Jerzemu. W 1710 Reichstag zatwierdził elektorski tytuł Jerzego. W 1713 wojna o sukcesję hiszpańską zakończyła się pokojem w Utrechcie. Korona hiszpańska pozostała przy Filipie V, ale musiał on zrezygnować ze swoich praw do francuskiego tronu.

## Król Wielkiej Brytanii

### Wstąpienie na tron

Herb władców Wielkiej Brytanii i Hanoweru

Matka Jerzego, księżna Zofia Dorota, zmarła 8 czerwca 1714. 1 sierpnia tego samego roku zmarła królowa Anna Stuart. Jerzy został więc uznany królem Wielkiej Brytanii. W owym czasie dysponował silnym poparciem ze strony wigów, ale większość w Parlamencie stanowili torysi. Do Wielkiej Brytanii przybył dopiero 18 września (w czasie jego nieobecności regencję sprawował lord Macclesfield) i 20 października został ukoronowany w Opactwie Westminsterskim.
Wraz ze wstąpieniem Jerzego na tron zmianie uległa tytulatura członków rodziny królewskiej. Do tej pory tytuł „księcia” (prince) przyznawano tylko najstarszemu synowi panującego monarchy, a tytuł „księżniczki” (princess) najstarszej córce. Pozostali członkowie domu panującego nosili tytuły „lorda” i „lady”. Jerzy I przeniósł na grunt brytyjski zwyczaje niemieckie. Tytuły „księcia” i „księżniczki” miały przypadać od tej pory dzieciom i wnukom panującego monarchy z tytułem „Ich Królewskich Wysokości” (Royal Highness) oraz prawnukom i prawnuczkom z tytułem „Ich Wysokości” (Highness).

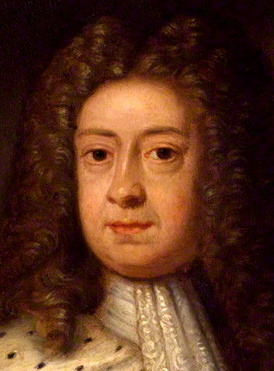
Portret Jerzego I autorstwa sir Godfreya Knellera

Jerzy I wiele czasu spędzał w Wielkiej Brytanii, ale często podróżował również do Hanoweru. Podczas nieobecności króla w Wielkiej Brytanii władzę sprawował jego najstarszy syn, Jerzy August, książę Walii, lub komitet „Strażników i Obrońców Królestwa”. Sprawy Hanoweru zajmowały poczesne miejsce w polityce króla Jerzego, otaczał się także pochodzącymi stamtąd osobami. Nigdy nie nauczył się angielskiego, mówił po niemiecku i francusku, ze swoimi ministrami porozumiewał się kiepską łaciną. Ociężały i leniwy monarcha nie znał się na sprawach brytyjskich i był stopniowo odsuwany od rządzenia.

### Wojny i rebelie
Okazji nie przegapili również jakobici, którzy wciąż cieszyli się poparciem w Szkocji i Anglii, a potajemnie wspierała ich także większość torysów. Jakobicki pretendent, Jakub Franciszek Edward Stuart, zwany Jakubem III lub Starszym Pretendentem, postanowił zbrojnie upomnieć się o tron. W 1715 wybuchła Pierwsza Wielka Rebelia (zwana również „pierwszym powstaniem jakobickim” lub „powstaniem 15. roku”). Zaczęło się od zwołania przez hrabiego Mar wodzów klanów szkockich na wielkie polowanie do Beamar. Tam Mar okrzyknął Jakuba III prawowitym suwerenem Szkocji. Jakub przybył do Szkocji z francuskimi posiłkami. Wkrótce powstańcy zdobyli Perth i ruszyli w głąb Anglii. Tam jednak spotkała ich klęska pod Preston. Oznaczało to faktyczny koniec rebelii. 13 listopada 1715 wojska księcia Argyll odbiły Perth. 4 lutego 1716 Jakub III odpłynął do Francji.
Kolejną próbę jakobici podjęli w 1719. Przy wsparciu okrętów hiszpańskich próbowali wysadzić desant w północnej Szkocji. Jednak burza na kanale La Manche spowodowała rozproszenie floty. Ostatecznie 13 kwietnia wylądowało tylko 300 ludzi, do których dołączyły niewielkie posiłki. Zawiodło wsparcie klanów i oddziały hanowerskie nie miały problemu z pokonaniem powstańców 5 czerwca pod Glen Shiel.
Po wstąpieniu Jerzego I na tron brytyjski pogorszyły się jego relacje z synem. Dom następcy tronu, Leicester House, stał się miejscem spotkań polityków opozycji. W 1717 narodziny wnuka stały się przyczyną kłótni Jerzego I z synem. Książę i księżna Walii zostali w efekcie wyrzuceni z królewskiej rezydencji. Jerzy doszedł jednak w końcu z synem do porozumienia, ale nie ufał już swojemu następcy.
W 1717 Jerzy I doprowadził do zawarcia Potrójnego Sojuszu między Wielką Brytanią, Francją i Republiką Zjednoczonych Prowincji. Po przystąpieniu do sojuszu Austrii w 1718 zyskał on nazwę Poczwórnego Sojuszu. Był wymierzony przeciwko Hiszpanii, gdyż Filip V nie pogodził się z utratą praw do francuskiego tronu, co niepokoiło regenta Francji, księcia Filipa Orleańskiego. Torpedowaniu hiszpańskich ambicji miał właśnie służyć ten sojusz.

### Król i jego ministrowie
Król od samego początku popierał wigów, nie przepadając za torysami, których posądzał, nie bez racji, o sympatie jakobickie. W 1717 wigowie uzyskali przewagę w Parlamencie. Najbardziej wpływowymi ministrami byli Robert Walpole, Charles Townshend, wicehrabia Townshend, James Stanhope, hrabia Stanhope, oraz Charles Spencer, hrabia Sunderland. Ci dwaj ostatni wkrótce usunęli z gabinetu Walpole’a i Townshenda i przejęli kontrolę nad gabinetem.
Pozycja Sunderlanda zaczęła się chwiać w 1719, kiedy próbował przeforsować Peerage Act, który ograniczał liczbę parów zasiadających w Izbie Lordów. Projekt ten został storpedowany przez torysów. Dodatkowo wypłynęła sprawa Kompanii Mórz Południowych (South Sea Company), powołanej w 1711, która prowadziła wymianę handlową z Ameryką Południową. W 1720 parlament dał Kompanii monopol na ten handel, w zamian za pokrycie długu państwowego (który wynosił 30 981 712 funtów). Spekulacje giełdowe w krótkim czasie doprowadziły do kryzysu, krachu na giełdzie, strat akcjonariuszy, wykrycia nadużyć i korupcji wśród najwyższych urzędników państwowych.
Kryzys ten (zwany South Sea Bubble) przyczynił się do spadku poparcia dla Jerzego i jego ministrów. Stanhope zmarł w 1720, Sunderland rok później złożył rezygnację. Kierowanie wigowskim gabinetem wziął w swoje ręce Robert Walpole, który jest uznawany za pierwszego brytyjskiego premiera. Nigdy nie otrzymał on takiego tytułu, pozostał Pierwszym Lordem Skarbu. Jednak to on, wobec nieobecności króla, spowodowanej brakiem zainteresowania tematyką brytyjską i nieznajomością języka, przewodził gabinetowi. Walpole nie wahał się przekupywać oponentów, czemu sprzyjało przedłużenie kadencji Izby Gmin z 3 do 7 lat. Na prośbę Walpole’a król Jerzy reaktywował zapomniany już Order Łaźni, który Walpole mógł nadawać swoim stronnikom.
Gabinet Walpole’a całkowicie kontrolował politykę wewnętrzną państwa. W znacznej części kształtował też politykę zagraniczną, aczkolwiek tu król miał jeszcze coś do powiedzenia. Odpowiadał za ratyfikację traktatu hanowerskiego, który miał chronić brytyjski handel. Niektórzy następcy Jerzego I (np. Jerzy III), próbowali odzyskać część utraconej pozycji na scenie politycznej w Anglii, ale zapoczątkowanego procesu powstawania rządów parlamentarno-gabinetowych nie dało się już zatrzymać.

## Ostatnie lata i dziedzictwo
Król Jerzy zmarł w Osnabrück 11 czerwca 1727 z powodu ataku apopleksji. Został pochowany w kaplicy pałacu Herrenhausen w swoim rodzinnym Hanowerze. Trony Wielkiej Brytanii i Hanoweru objął jego jedyny syn, Jerzy II. Jerzy I jest założycielem dynastii, która panowała w Wielkiej Brytanii do 1901, a po kądzieli panuje do tej pory.
Jerzy nie cieszył się popularnością w społeczeństwie. Nie lubiano go za nieznajomość angielskiego, przedkładanie spraw niemieckich nad angielskie, postępowanie z żoną, czy też otaczanie się Niemcami. Większość Anglików wolała jednak Jerzego od katolickiego Starszego Pretendenta. William Makepeace Thackeray pisał o królu: Jego serce było w Hanowerze. Miał ponad 54 lata, kiedy zaczął u nas panować. Wybraliśmy go, ponieważ właśnie jego chcieliśmy, ponieważ reprezentował on nasz punkt widzenia. Śmialiśmy się z jego niemczyzny i ignorowaliśmy go. Był cyniczny i samolubny, ale mimo wszystko był lepszy niż ten król z St Germains, Starszy Pretendent, z rozkazami francuskiego króla w kieszeni, otoczony jezuitami.

## Życie prywatne
21 listopada 1682 poślubił Zofię Dorotę (15 września 1666 – 13 listopada 1726), córkę Jerzego Wilhelma, księcia brunszwickiego na Lüneburgu, i Eleonory, hrabiny Williamsburg, córki Alexandra II d’Olbreuse, markiza de Desmiers. Małżeństwo to zakończyło się rozwodem 28 grudnia 1694. Jerzy i Zofia mieli syna i córkę:
- Jerzy II (10 listopada 1683 – 25 października 1760), król Wielkiej Brytanii i elektor Hanoweru,
- Zofia Dorota (26 marca 1687 – 28 czerwca 1757), żona Fryderyka Wilhelma I, króla Prus, miała dzieci.

Król miał również co najmniej troje nieślubnych dzieci ze związku z Melusine von der Schulenburg, księżną Munster i Kendal:
- Anna Ludwika Zofia (1692 – 1773), żona Ernesta Augusta von dem Bussche-Ippenburg, nie miała dzieci,
- Petronilla Melusina (1693 – 16 września 1778), hrabina Walsingham, żona Philipa Stanhope’a, 4. hrabiego Chesterfield, nie miała dzieci,
- Małgorzata Gertruda (1703 – 1773), żona Albrechta Wolfganga von Schaumburg-Lippe, miała dzieci.